# Keith Rivich
 Keith Rivich est un astronome amateur américain.

## Biographie
Il est devenu membre du Fort Bend Astronomy Club de Stafford au Texas, dont il devient le président entre 2001 et 2002.
Le Centre des planètes mineures le crédite de la découverte de cinq astéroïdes, effectuée entre 1996 et 2001, toutes avec la collaboration d'autres astronomes dont Joseph A. Dellinger, William G. Dillon et Cynthia Gustava.
| (35403) Latimer    | 22 décembre 1997  |
| (38269) Gueymard   | 10 septembre 1999 |
| (58671) Diplodocus | 25 décembre 1997  |
| (72596) Zilkha     | 21 mars 2001      |